# Telegrafenamt

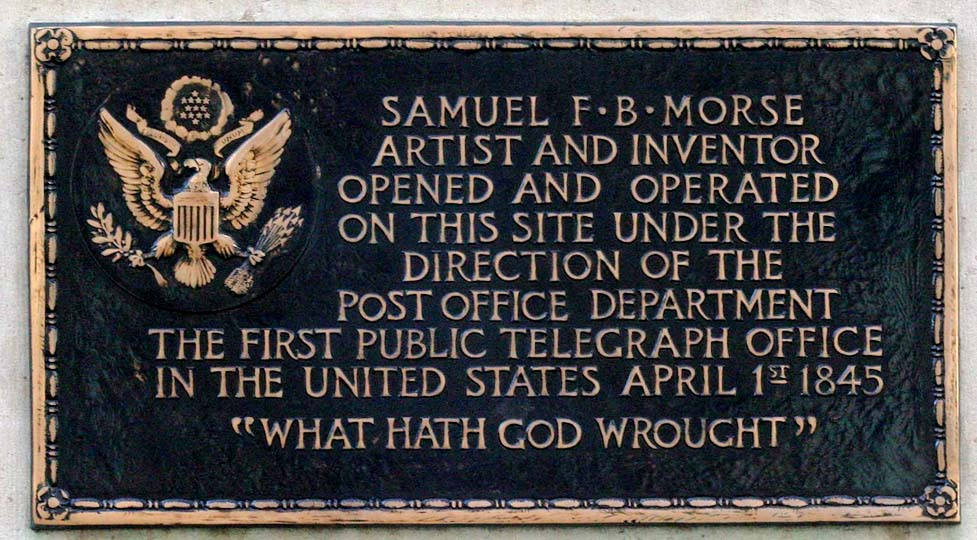
Gedenktafel zur Eröffnung (1845) des ersten Telegraph Office der USA

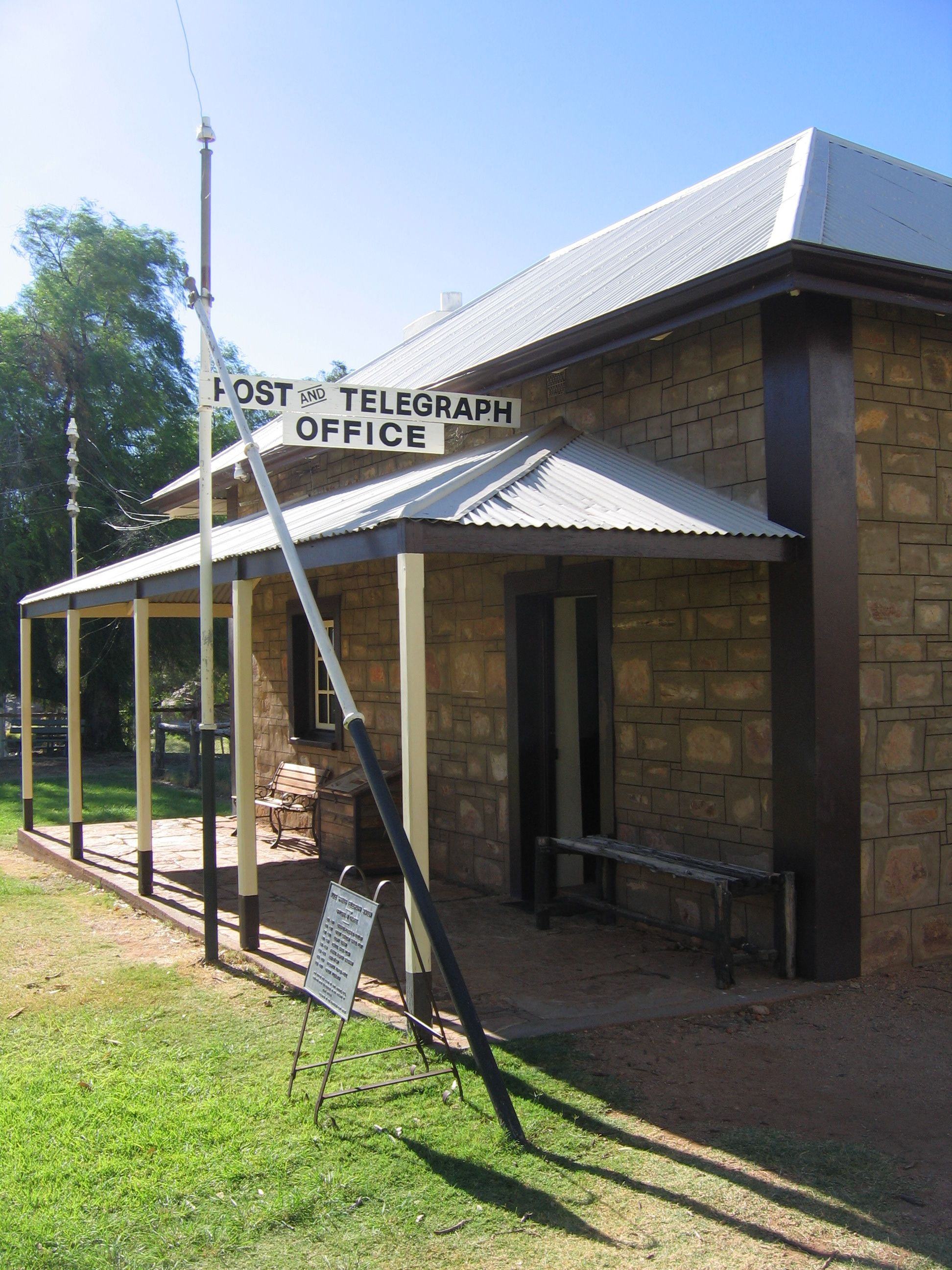
Die alte Telegrafenstation in Alice Springs ist heute ein Museum (Foto 2009)

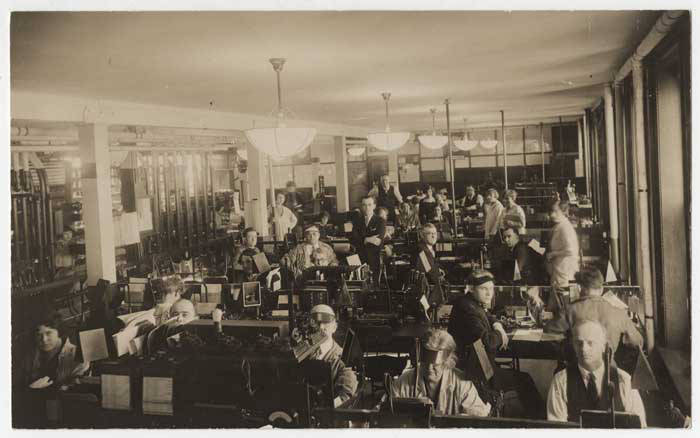
Blick in einen Raum des Telegrafenamts der Western Union (um 1920)

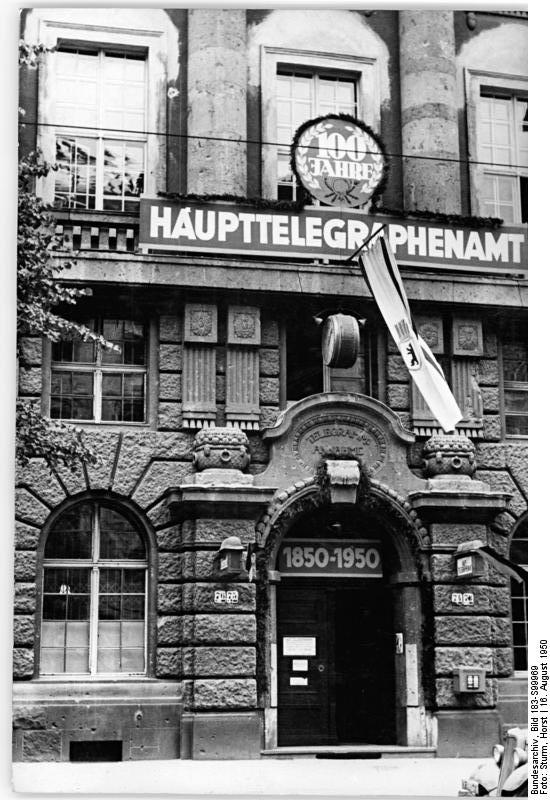
Ausschmückung des Eingangsbereichs des Haupttelegrafenamts Berlin anlässlich des 100-jährigen Jubiläums (1950)

Ein Telegrafenamt (alte Schreibweise: Telegraphenamt, englisch telegraph office oder telegraph station für Telegrafenstation) war eine Dienststelle zur telegrafischen Beförderung von Telegrammen.

## Geschichte
Nach Aufkommen der elektrischen Telegrafie in der Mitte des 19. Jahrhunderts, entstanden zunächst relativ kleine Telegrafenstationen. Oft wurden sie in den Bahnhöfen der Städte oder nahe der Verwaltungszentren errichtet. Bereits am 1. April 1845, nur knapp ein Jahr nach Inbetriebnahme der ersten Telegrafenlinie der Vereinigten Staaten von Amerika (Baltimore–Washington), wurde unweit des Kapitols die erste öffentliche Telegrafenstation der USA eröffnet (siehe auch: Telegraph Office at Pennsylvania and 6th Street unter Weblinks).
Das damals hochmoderne Kommunikationsmedium war das Telegramm (wörtlich: „Fernschrift“), auch „Drahtnachricht“ oder kurz „Kabel“ genannt, für das elektrische Signale, zumeist in Form von Morsezeichen, über lange Telegrafenleitungen übertragen wurden. Diese drahtgebundene Linien verbanden Orte auf der Welt miteinander und umspannten bald den ganzen Globus (siehe auch: All Red Line und Erstes weltumrundendes Telegramm). Erstmals in der Geschichte der Menschheit war damit eine schnelle schriftliche Verständigung über große Entfernungen möglich.
Entsprechend dem steigenden Bedarf, wurden in der zweiten Hälfte des Jahrhunderts die weltweit errichteten, zunächst winzigen, Telegrafenstationen in vielen Städten zu Telegrafenämtern ausgebaut. In Großstädten entstanden imposante Bauten für ein zentrales Telegrafenamt, ein Haupttelegrafenamt oder ein Generaltelegrafenamt (siehe auch: Generaltelegraphenamt).
Diese waren Dienststätten zur elektrischen Übermittlung von Nachrichten aller Art und stellten zentrale Anlaufpunkte für die Menschen dar, die mit anderen weltweit kommunizieren wollten. Gleichzeitig waren sie auch wichtige Arbeitgeber und boten für viele junge Menschen attraktive Arbeitsplätze, beispielsweise im damals neuen Beruf des Telegrafisten. Einst einsam in einer winzigen Holzhütte sitzend, hatte er nun Dutzende oder sogar hunderte Kollegen, die in großen Räumen arbeiteten (Bild).
Auch die Technik entwickelte sich weiter. Es kamen Rohrpostanlagen hinzu sowie Telefon, Fernschreiber und Bildtelegrafie. Eine revolutionäre Neuerung war das Aufkommen der (drahtlosen) Funktelegrafie gegen Ende des 19. Jahrhunderts. Dies führte in der ersten Hälfte des 20. Jahrhunderts zu weiteren Modernisierungen in den Telegrafenämtern. Es gab sie noch bis in die zweite Hälfte des 20. Jahrhunderts hinein. Aufgrund innovativer Verfahren wie E‑Mail und Instant Messaging wurden sie dann schließlich obsolet.
Die Gebäude, soweit sie noch bestehen und nicht zu Museen umgestaltet wurden, werden inzwischen anderweitig genutzt. Beispielsweise eröffnete im Jahr 2022 im Gebäude des ehemaligen Haupttelegrafenamts Berlin ein Hotel unter Beibehaltung des prestigeträchtigen Namens.